# Качерович, Арон Наумович
Арон Наумович Качеро́вич (23 апреля 1909, Минск — 28 декабря 1977, Москва) — советский учёный в области акустики. Лауреат Сталинской премии (1950).

## Биография
В 1935 году окончил Ленинградский институт киноинженеров. В 1933—1941 годы работал там же, в 1941—1942 годы — главный инженер киностудии Ленфильм, в 1942—1944 годы — на Центральной Студии Документальных Фильмов (ЦСДФ). С 1944 по 1977 год научный руководитель лаборатории акустики НИКФИ. Доктор технических наук. Доцент. Его труды сыграли большую роль в акустическом проектировании киностудий и кинотеатров, а также в звукотехнике кинематографии. Впервые в СССР ввёл методы исследований акустических свойств помещений при помощи коротких сигналов и ультразвукового моделирования. Разработал оригинальный метод оценки качества акустических свойств помещений при помощи комбинации ультразвукового и электроакустического моделирования.
Член Союза архитекторов СССР с 1967 года. Под руководством А. Н. Качеровича реконструировано и вновь построено более 50 театров, кинотеатров, ателье и павильонов киностудий, в том числе акустическая часть Кремлёвского Дворца Съездов, кинотеатров «Россия», «Октябрь», «Первомайский», Дворца искусств в Ташкенте, театра Сатиры, нового здания МХАТ и других.

## Награды и премии
- Сталинская премия третьей степени (1950) — за разработку и внедрение нового метода звукозаписи фильмов

## Научные труды
- Акустика, вып. 1—2, М., 1939—1940
- Методика акустического расчёта звуковых кинотеатров, М., 1936 (с А. Индлиным)
- Акустика киностудий и кинотеатров, М., 1949
- Акустическое проектирование киностудий и кинотеатров, М., 1952
- Звукотехника в кинематографии, М., 1952 (с А. Парфентьевым)
- Акустика и архитектура киннотеатров, М., 1962 (с Е. Хомутовым)
- Акустическое оборудование киностудий и театров, 1980,
- а также более 50 статей в научно-технических журналах.